# Montmartin-sur-Mer
Montmartin-sur-Mer es una comuna francesa situada en el departamento de La Mancha, en la región de Normandía.

## Demografía
| 739 | 847 | 849 | 821 | 880 | 1093 | 1413 |
| Para los censos de 1962 a 1999 la población legal corresponde a la población sin duplicidades (Fuente: INSEE [Consultar]) |     |     |     |     |      |      |